# Грязная дюжина: Новое задание
«Грязная дюжина: следующее задание» (англ. The Dirty Dozen: Next Mission) — американский телефильм 1985 года режиссёра Эндрю Маклаглена, продолжение фильма 1967 года «Грязная дюжина», вторая часть кинотрилогии об американском штрафном подразделении диверсантов во время Второй мировой войны.

## Сюжет
В сентябре 1944 года, узнав о готовящемся генералом СС Дитрихом покушении на Адольфа Гитлера, генералы стран антигитлеровской коалиции приходят к заключению, что Гитлер, с его низкими навыками в области военного командования, более полезен будучи живым, — в противном случае, если заговор окажется успешным, Германия сможет вести войну ещё более года.
Британский генерал Уорден предлагает находящемуся под трибуналом майору Джону Рейсману организовать группу из 12 американских солдат, обвиняемых в различных преступлениях, с целью устранить генерала Дитриха раньше, чем тот успеет убить Гитлера.

## В ролях
- Ли Марвин — майор Джон Рейсман
- Эрнест Боргнайн — генерал-майор Уорден
- Рикко Росс — Арлен Дрегорс, чернокожий солдат, осуждённый за убийство белого лейтенанта
- Ричард Джекел — сержант Клайд Боурен, сотрудник военной полиции
- Сонни Лэндем — Сэм "СиксКиллер", морпех, осуждённый за пьянство
- Кен Уол — Луис Валентайн
- Ларри Уилкокс[англ.] — Томми Уэллс, солдат, осуждённый за убийство и изнасилование
- Гэвэн О’Херлихи — Конрад Перкинс